# (1210) Morosovia
(1210) Morosovia – planetoida z pasa głównego asteroid okrążająca Słońce w ciągu 5 lat i 86 dni w średniej odległości 3,01 au. Została odkryta 6 czerwca 1931 roku w Obserwatorium Simejiz na górze Koszka na Półwyspie Krymskim przez Grigorija Nieujmina. Nazwa planetoidy pochodzi od Nikołaja Aleksandrowicza Morozowa (1854–1946), rosyjskiego rewolucjonisty. Przed nadaniem nazwy planetoida nosiła oznaczenie tymczasowe (1210) 1931 LB.